# Festival Internacional de Cine de San Sebastián 2018
La 66.ª edición del Festival Internacional de Cine de San Sebastián se celebró del 21 al 29 de septiembre de 2018 en San Sebastián. El festival se abrió con el largo El amor menos pensado del director Juan Vera y se cerró con el film Cafarnaúm de Nadine Labaki.

## Jurados
Jurado de la Sección Oficial
- Alexander Payne, director estadounidense (Presidente)
- Rossy de Palma, actriz española
- Nahuel Pérez Biscayart, actor argentino
- Constantin Popescu, director, escritor y guionista rumano.
- Bet Rourich, directora de fotografía española.
- Agnes Johansen, productora islandesa.

Premio Horizontes
- Eugenia Mumenthaler, productora argentina.
- Adriana Paz, actriz mexicana.
- Fernando Franco, director español.

New Directors
- Katrin Pors, productora danesa (Presidenta).
- Diego Lerman, director argentino.
- Imma Merino Serrat, profesora de comunicación española.
- Nashen Moodley, director del Sydney Film Festival.
- Léa Mysius, guionista francesa.

Zabaltegi-Tabakalera
- Filippa Ramos, escritora portuguesa
- Santos Zunzunegui, analista e historiador cinematográfico.
- Juliette Duret, jefa del departamento de cine del BOZAR.

Premio Irizar al Cine Vasco
- Amaia Revuelta, Técnico de la Unidad de Cine de Donostia Kultura
- Karmelo Vivanco, director de animación español.
- Olga Cruz, técnica de maquillaje de cine española.

Foro de Coproducción Europa – América Latina
- Enid "Pinky" Campos, productora ejecutiva peruana
- Didar Domehri, productora francesa.
- Pablo Iraola, productor español.

Nest
- Virgil Vernier, director francés.

## Películas

### Sección Oficial
Las 16 películas siguientes compitieron para el premio de la Concha de Oro a la mejor película:
| Título en España            | Título original          | Director(es)         | País           |
| --------------------------- | ------------------------ | -------------------- | -------------- |
| El amor menos pensado       | El amor menos pensado    | Juan Vera            | Argentina      |
| Alpha, The Right To Kill    | Alpha, The Right To Kill | Brillante Mendoza    | Filipinas      |
| Angelo                      | Angelo                   | Markus Schleinzer    | Austria        |
| Baby                        | Bai Bei er               | Liu Jie              | China          |
| Beautiful Boy               | Beautiful Boy            | Felix van Groeningen | Estados Unidos |
| Blind spot                  | Blindsone                | Tuva Novotny         | Noruega        |
| The Innocent                | Der Unschuldige          | Simon Jaquemet       | Suiza          |
| El reino                    | El reino                 | Rodrigo Sorogoyen    | España         |
| Entre dos aguas             | Entre dos aguas          | Isaki Lacuesta       | España         |
| High Life                   | High Life                | Claire Denis         | Francia        |
| Illang: La brigada del lobo | In-rang                  | Kim Ji-Woon          | Corea del Sur  |
| In fabric                   | In fabric                | Peter Strickland     | Gran Bretaña   |
| Un hombre fiel              | L'Homme fidèle           | Louis Garrel         | Francia        |
| El cuaderno negro           | O Caderno Negro          | Valeria Sarmiento    | Portugal       |
| Quién te cantará            | Quién te cantará         | Carlos Vermut        | España         |
| Rojo                        | Rojo                     | Benjamín Naishtat    | España         |
| Viaje a Nara                | Vision                   | Naomi Kawase         | Japón          |
| Yuli                        | Yuli                     | Icíar Bollaín        | España         |

### Fuera de competición
Las películas siguientes fueron seleccionadas para ser exhibidas fuera de competición: 
Largometrajes
| Título en español          | Título original            | Director(es)     | País           |
| -------------------------- | -------------------------- | ---------------- | -------------- |
| Malos tiempos en El Royale | Bad Times at the El Royale | Drew Goddard     | Estados Unidos |
| Gigantes                   | Gigantes                   | Enrique Urbizu   | España         |
| Tiempo después             | Tiempo después             | José Luis Cuerda | España         |

Proyecciones especiales
| Título en español | Título original | Director(es) | País   |
| ----------------- | --------------- | ------------ | ------ |
| Dantza            | Dantza          | Telmo Esnal  | España |

### Horizontes latinos
El Premio Horizontes impulsa el conocimiento de los largometrajes producidos total o parcialmente en América Latina, dirigidos por cineastas de origen latino, o bien que tengan por marco o tema comunidades latinas del resto del mundo.
| Título original      | Director(es)             | País                       |
| -------------------- | ------------------------ | -------------------------- |
| Las herederas        | Marcelo Martinessi       | Paraguay                   |
| Compráme un revolver | Julio Hernández Cordón   | México                     |
| El motoarrebatador   | Agustín Toscano          | Uruguay                    |
| Enigma               | Ignacio Juricic Merillán | Chile                      |
| Familia sumergida    | María Alché              | Argentina, Brasil          |
| Rust                 | Aly Muritiba             | Brasil                     |
| Figuras              | Eugenio Canevari         | España, Argentina          |
| La noche de 12 años  | Álvaro Brechner          | España, Argentina, Uruguay |
| Los silencios        | Beatriz Seigner          | Brasil, Colombia           |
| Marilyn              | Martín Rodríguez Redondo | Argentina, Chile           |
| Nuestro Tiempo       | Carlos Reygadas          | México                     |
| Sueño Florianópolis  | Ana Katz                 | Argentina, Brasil          |

## Premios independientes

### Perlas (Perlak)
Las películas proyectadas en esta sección son largometrajes inéditos en España, que han sido aclamados por la crítica y/o premiados en otros festivales internacionales. Estas fueron las películas seleccionadas para la sección:
| Título en español               | Título original        | Director(es)                     | País             |
| ------------------------------- | ---------------------- | -------------------------------- | ---------------- |
| Ha nacido una estrella          | A Star Is Born         | Bradley Cooper                   | Estados Unidos   |
| 3 Faces                         | Jafar Panahi           | Irán                             |                  |
| La ceniza es el blanco más puro | 江湖儿女, Jiānghú érnǚ | Jia Zhangke                      | China            |
| Infiltrado en el KKKlan         | BlacKkKlansman         | Spike Lee                        | Estados Unidos   |
| Cafarnaúm                       | Cafarnaúm              | Nadine Labaki                    | Líbano           |
| El Ángel                        | El Ángel               | Luis Ortega                      | Argentina        |
| First Man                       | First Man              | Damien Chazelle                  | Esdtados Unidos  |
| Girl                            | Girl                   | Lukas Dhont                      | Bélgica          |
| Leto (Лето)                     | Leto (Лето)            | Kirill Serébrennikov             | Rusia            |
| Mirai, mi hermana pequeña       | Mirai (未来のミライ)   | Mamoru Hosoda                    | Japón            |
| Asako I & II                    | Netemo sametemo        | Ryusuke Hamaguchi                | Japón            |
| Pájaros de verano               | Pájaros de verano      | Ciro Guerra y Cristina Gallego   | Colombia, México |
| Petra                           | Petra                  | Jaime Rosales                    | España           |
| Roma                            | Roma                   | Alfonso Cuarón                   | México           |
| Los hermanos Sisters            | The Sisters Brothers   | Jacques Audiard                  | Estados Unidos   |
| Un día más con vida             | Un día más con vida    | Raúl De la Fuente y Damian Nenow | España, Polonia  |
| Cold War                        | Zimna wojna            | Paweł Pawlikowski                | Polonia          |

### New Directors
Esta sección agrupa los primeros o segundos largometrajes de sus cineastas, inéditos o que solo han sido estrenados en su país de producción y producidos en el último año. Estas fueron las películas seleccionadas para la sección:
| Título en español                    | Título original                      | Director(es)            | País      |
| ------------------------------------ | ------------------------------------ | ----------------------- | --------- |
| Apuntes para una película de atracos | Apuntes para una película de atracos | León Siminiani          | España    |
| Midnight Runner                      | Der Läufer                           | Hannes Baumgartner      | Suiza     |
| Jesús                                | Boku Wa Iesu-Sama Ga Kirai           | Hiroshi Okuyama         | Japón     |
| Julia y el zorro                     | Julia y el zorro                     | Inés María Barrionuevo  | Argentina |
| La camarista                         | La camarista                         | Lila Avilés             | México    |
| El centro del horizonte              | Le milieu de l'horizon               | Delphine Lehericey      | Suiza     |
| Los meteoritos                       | Les météorites                       | Romain Laguna           | Francia   |
| Cold November                        | Nëntor i Ftohtë                      | Ismet Sijarina          | Kosovo    |
| Neon Heart                           | Neon Heart                           | Laurits Flensted-Jensen | Noruega   |
| Breeze                               | Qing Feng De Wei Dao                 | Kun Yang                | China     |
| Oreina                               | Oreina                               | Koldo Almandoz          | España    |
| Para la guerra                       | Para la guerra                       | Francisco Marise        | Cuba      |
| Core of the World                    | Core of the World                    | Natalya Meshchaninova   | Rusia     |
| La tercera esposa                    | The Third Wife                       | Ashleigh Mayfair        | Vietnam   |
| A Decent Man                         | Un om la locul lui                   | Hadrian Marcu           | Rumanía   |
| Viaje al cuarto de una madre         | Viaje al cuarto de una madre         | Celia Rico              | España    |

### Zabaltegi-Tabakalera
Esta sección agrupa trabajos filmográficos de cualquier metraje donde se busca nuevas miradas y formas. Estos fueron los trabajos seleccionados para la sección:
| Título en España                    | Título original                    | Director(es)                   | País      |
| ----------------------------------- | ---------------------------------- | ------------------------------ | --------- |
| 592 metroz goiti                    | 592 metroz goiti                   | Maddi Barber                   | Senegal   |
| Belmonte                            | Belmonte                           | Federico Veiroj                | España    |
| Bergman, su gran año                | Bergman - ett år, ett liv          | Jane Magnusson                 | Suecia    |
| Coincoin y los extrahumanos (serie) | Coincoin et les z'inhumains        | Bruno Dumont                   | Francia   |
| An Elephant Sitting Still           | Da xiang xi di er zuo              | Hu Bo                          | China     |
| De natura (corto)                   | De natura (corto)                  | Lucile Hadzihalilovic          | Rumanía   |
| De natura (corto)                   | Hatsukoi                           | Takashi Miike                  | Japón     |
| Largo viaje hacia la noche          | Di qiu zui hou de ye wan           | Bi Gan                         | China     |
| Manta Ray                           | Kraben Rahu                        | Phuttiphong Aroonpheng         | Tailandia |
| La casa lobo                        | La casa lobo                       | Joaquín Cociña, Cristóbal León | Chile     |
| Las hijas del fuego                 | Las hijas del fuego                | Albertina Carri                | Argentina |
| El libro de imágenes                | Le Livre d'image                   | Jean-Luc Goddard               | Francia   |
| El lago del ganso salvaje           | Nan Fang Che Zhan De Ju Hui        | Diao Yinan                     | China     |
| Los que desean (corto)              | Los que desean (corto)             | Elena López Riera              | España    |
| Sobre cosas que han pasado (corto)  | Sobre cosas que han pasado (corto) | José Luis Torres Leiva         | España    |
| Song for the Jungle (corto)         | Song for the Jungle (corto)        | Jean-Gabriel Périot            | Francia   |
| Sophia Antipolis                    | Sophia Antipolis                   | Virgil Vernier                 | Francia   |
| Teatro de guerra                    | Teatro de guerra                   | Lola Arias                     | Argentina |
| The Men Behind the Wall             | The Men Behind the Wall            | Inés Moldavsky                 | Argentina |
| Trote                               | Trote                              | Xacio Baño                     | España    |

### Nest
Esta sección agrupa trabajos de estudiantes de escuelas de cine de todo el mundo, cuyos trabajos han sido previamente seleccionados, para que participen en proyecciones de sus cortometrajes. Estos fueron los trabajos seleccionados para la sección:
| Título original                                                              | Director(es)           | País              |
| ---------------------------------------------------------------------------- | ---------------------- | ----------------- |
| À chacun sa malédiction                                                      | Lorène Yavo            | Bélgica           |
| Cukr a sůl                                                                   | Adam Martinec          | República Checa   |
| El manguito                                                                  | Laurentia Genske       | Cuba              |
| El Verano del León eléctrico                                                 | Diego Céspedes         | Chile             |
| Fragment de drame                                                            | Laura Garcia           | Francia           |
| Inconfissoes                                                                 | Ana Galizia            | Brasil            |
| Nettles                                                                      | Raven Jackson          | Estados Unidos    |
| Onde o Verão Vai: episódios da juventude                                     | David Pinheiro Vicente | Portugal          |
| Premier Amour                                                                | Jules Carrin           | Suiza             |
| The Girl with Two Heads                                                      | Betzabé García         | México            |
| Tmunat Mishpahti Beshnati Hyud”gimel / Portrait of My Family in my 13th year | Omri Dekel-Kadosh      | Israel            |
| Tracing Addai                                                                | Esther Niemeier        | Alemania          |
| Violeta + Guillermo                                                          | Óscar Vincentelli      | España, Venezuela |

## Otras secciones

### Zinemira
Sección dedicada los largometrajes con un mínimo de un 20% de producción vasca que se estrenan mundialmente así como aquellos hablados mayoritariamente en euskera. Todos ellos son candidatos al Premio Irizar al Cine Vasco. Estas fueron las películas seleccionadas para la sección:
| Título en español                    | Título en original       | Director(es)            |
| ------------------------------------ | ------------------------ | ----------------------- |
| 592 metroz goiti                     | 592 metroz goiti         | Maddi Barber            |
| Ama (corto)                          | Ama (corto)              | Josu Martínez           |
| Ancora Lucciole                      | Ancora Lucciole          | María Elorza            |
| Bajo la piel del lobo                | Bajo la piel del lobo    | Samu Fuentes            |
| Basque Selfie                        | Basque Selfie            | Joaquín Calderón        |
| Baúles                               | Baúles                   | Juanmi Gutiérrez        |
| Black is Beltza                      | Black is Beltza          | Fermín Muguruza         |
| Errementari (El herrero y el diablo) | Errementari              | Paul Urkijo Alijo       |
| La gran expedición                   | Espedizio handia         | Iban del Campo          |
| Gallo                                | Gallo                    | Antonio Díaz Huerta     |
| Destierros                           | Gure oroitzapenak        | Diversos directores     |
| Izaro                                | Izaro                    | Txuspo Poyo             |
| Kafenio Kastello                     | Kafenio Kastello         | Miguel Ángel Jiménez    |
| Lady off                             | Lady off                 | David Rodríguez Losada  |
| Margolaria (El Pintor)               | Margolaria (El Pintor)   | Oier Aranzabal          |
| Mudar la piel                        | Mudar la piel            | Oier Aranzabal          |
| La noche nos lleva                   | La noche nos lleva       | David González Rudiez   |
| No me despertéis (corto)             | No me despertéis (corto) | Sara Fantova            |
| Zain (corto)                         | Zain (corto)             | Pello Gutiérrez Peñalba |

### Made in Spain
Sección dedicada a una serie de largometrajes españoles que se estrenan en el año. Estas fueron las películas seleccionadas para la sección:
| Título original                        | Director(es)       |
| -------------------------------------- | ------------------ |
| Casi 40                                | David Trueba       |
| Buñuel en el laberinto de las tortugas | Salvador Simó      |
| Con el viento                          | Meritxell Colell   |
| El aviso                               | Daniel Calparsoro  |
| I hate New York                        | Gustavo Sánchez    |
| La enfermedad del domingo              | Ramón Salazar      |
| Les distàncies                         | Elena Trapé        |
| Mi querida cofradía                    | Marta Díaz de Lope |
| Perfectos desconocidos                 | Álex de la Iglesia |
| Querido Fotogramas                     | Sergio Oksman      |
| La librería (The bookshop)             | Isabel Coixet      |
| Trinta lumes                           | Diana Toucedo      |

### Culinary Zinema
Sección no competitiva creada en colaboración con el Festival Internacional de Cine de Berlín y organizada conjuntamente con el Basque Culinary Center para unir el cine, la gastronomía y el desarrollo de diversas actividades relacionadas con la alimentación. Estas fueron las películas seleccionadas para la sección:
| Título en español                | Título en original               | Director(es)                     | País          |
| -------------------------------- | -------------------------------- | -------------------------------- | ------------- |
| Bihar dok 13                     | Bihar dok 13                     | Aitor Bereziartua, Ander Iriarte | España        |
| Jaén, virgen & extra             | Jaén, virgen & extra             | José Luis Linares                | España        |
| Mi pequeño bosque                | Little Forest                    | Im Sun-rye                       | Corea del Sur |
| Una receta familiar              | Ramen Teh                        | Eric Khoo                        | Malasia       |
| Tegui: Un asunto de familia      | Tegui: Un asunto de familia      | Alfred Oliveri                   | Argentina     |
| The Heat: A Kitchen (R)evolution | The Heat: A Kitchen (R)evolution | Maya Gallus                      | Canadá        |
| Y en cada lenteja un dios        | Y en cada lenteja un dios        | Miguel Ángel Jiménez             | España        |

### Cine en Construcción 34
Este espacio, coordinado por el propio Festival juntament con Cinélatino, Rencontres de Toulouse, se exhiben producciones latinoamericanas en fase de postproducción. Estas fueron las películas seleccionadas para la sección:
| Título en original  | Director(es)                        | País                |
| ------------------- | ----------------------------------- | ------------------- |
| El príncipe         | Sebastián Muñoz                     | Chile - Argentina   |
| Los fuertes         | Omar Zúñiga Hidalgo                 | Chile               |
| Los tiburones       | Lucía Garibaldi                     | Uruguay - Argentina |
| Mateína             | Joaquín Peñagaricano , Pablo Abdala | Uruguay - Argentina |
| Ni héroe ni traidor | Nicolás Savignone                   | Argentina           |
| Sirena              | Carlos Piñero                       | Bolivia             |

### Glocal in Progress
Esta sección recoge las producciones europeas en fase de postproducción. Estas fueron las películas seleccionadas para la sección:
| Título en original | Director(es)     | País                         |
| ------------------ | ---------------- | ---------------------------- |
| A simple man       | Tassos Gerakinis | Grecia                       |
| Queen Lear         | Pelin Esmer      | Turquía                      |
| Nematoma           | Ignas Jonynas    | Lituania - Letonia - Ucrania |

## Retrospectivas

### Homenaje a Muriel Box
La retrospectiva de ese año fue dedicado a la obra de la directora y escritora Muriel Box. Se seleccionaron 28 películas dirigidas por ella o basadas en sus obras. Fueron las siguientes:
| Título en español                        | Título en original      | Director(es)                | Año  |
| ---------------------------------------- | ----------------------- | --------------------------- | ---- |
| 29 Acacia Avenue                         | 29 Acacia Avenue        | Henry Cass                  | 1945 |
| A Girl in a Million                      | A Girl in a Million     | Francis Searle              | 1946 |
| La verdadera historia de Cristóbal Colón | Christopher Columbus    | David MacDonald             | 1949 |
| Daybreak                                 | Daybreak                | Compton Bennett             | 1948 |
| Querido asesino                          | Dear Murderer           | Arthur Crabtree             | 1947 |
| Easy Money                               | Easy Money              | Bernard Knowles             | 1948 |
| Testigo en peligro                       | Eyewitness              | Muriel Box                  | 1956 |
| Muchachas en libertad                    | Good-Time Girl          | David MacDonald             | 1948 |
| Holiday Camp                             | Holiday Camp            | Ken Annakin                 | 1947 |
| Portrait from Life                       | Portrait from Life      | Terence Fisher              | 1948 |
| Rattle of a Simple Man                   | Rattle of a Simple Man  | Muriel Box                  | 1964 |
| Simon y Laura                            | Simon and Laura         | Muriel Box                  | 1955 |
| Street corner                            | Street corner           | Muriel Box                  | 1953 |
| Subway in the sky                        | Subway in the sky       | Muriel Box                  | 1959 |
| El vagabundo de las islas                | The Beachcomber         | Muriel Box                  | 1954 |
| The Blind Goddess                        | The Blind Goddess       | Harold French               | 1948 |
| The Brothers                             | The Brothers            | David MacDonald             | 1947 |
| The Happy Family                         | The Happy Family        | Muriel Box                  | 1952 |
| The lost people                          | The lost people         | Muriel Box, Bernard Knowles | 1949 |
| El hijo del pirata                       | The Man Within          | Bernard Knowles             | 1947 |
| The Passionate Stranger                  | The Passionate Stranger | Muriel Box                  | 1957 |
| The Piper’s Tune                         | The Piper’s Tune        | Muriel Box                  | 1962 |
| El séptimo velo                          | The Seventh Veil        | Compton Bennett             | 1945 |
| The Truth About Women                    | The Truth About Women   | Muriel Box                  | 1957 |
| The Years Between                        | The Years Between       | Compton Bennett             | 1946 |
| This Other Eden                          | This Other Eden         | Muriel Box                  | 1959 |
| Herencia contra reloj                    | To Dorothy a Son        | Muriel Box                  | 1954 |
| Too Young to Love                        | Too Young to Love       | Muriel Box                  | 1960 |

## Palmarés

### Premios oficiales[14]
- Concha de Oro: Entre dos aguas de Isaki Lacuesta
- Premio especial del jurado: Alpha, The Right To Kill de Brillante Mendoza
- Concha de Plata al mejor director: Benjamín Naishtat por Rojo
- Concha de Plata al mejor actor: Darío Grandinetti por Rojo
- Concha de Plata a la mejor actriz: Pia Tjelta por Blind Spot
- Premio del jurado a la mejor fotografía: Pedro Sotero por Rojo
- Premio del jurado al mejor guión: Jean-Claude Carrière y Louis Garrel por Un hombre fiel y Paul Laverty por Yuli

### Premio Donostia
- Hirokazu Koreeda
- Danny DeVito
- Judi Dench

### Otros premios oficiales[15]
- Premio Kutxa - Nuevos Directores: Jesús de Hiroshi Okuyama

Mención especial : Viaje al cuarto de una madre de Celia Rico
- Premio Horizontes: Familia sumergida de María Alché

Mención especial : El motoarrebatador de Agustín Toscano
- Premio Zabaltegi-Tabakalera: Song for the Jungle de Jean-Gabriel Périot

Mención especial : Los que desean de Elena López Riera
- Premio Nest: El Verano del León eléctrico de Diego Céspedes

Premio Panavision. Mención especial nominal: Onde o Verão Vai: episódios da juventude de David Pinheiro Vicente
- - Premio Orona: The Girl with Two Heads de Betzabé García
- Premio del Público de San Sebastián: Un día más con vida de Raúl De la Fuente y Damian Nenow
  - Premio a la Mejor Película Europea: Girl de Lukas Dhont

Premio Irizar al Cine VascoOreina de Koldo Almandoz
Premio TCM de la juventudViaje al cuarto de una madre de Celia Rico

### Premios de la industria
- Premio Cine en Construcciónː Los tiburones de Lucía Garibaldi
  - Premio Film factory: Los tiburones de Lucía Garibaldi
- Premios Glocal in Progressː Nematoma de Ignas Jonynas
- Premios Foro de Coproducción Europa-América Latina  
  - Premios Foro de Coproducción Europa-América Latinaː Hermano en peligro de Pablo Fendrik
  - Premio EFAD (Desarrollo América Latina-Europa)ː La llorona de Jayro Bustamante
  - Premio Eurimages al desarrollo de coproducciónː The jungle de Matthias Huser
  - Artekino International Prizeː Libertad de Clara Roquet
- Premio Ikusmira Berriakː El agua de Elena López Riera

### Otros premios
- Premio RTVE - Otra Miradaː La tercera esposa de Ashleigh Mayfair
- Premio Cooperación Españolaː Los silencios de Beatriz Seigner

### Premios paralelos
- Premio FIPRESCIː High Life  de Claire Denis
- Premio Feodoraː Viaje al cuarto de una madre de Celia Rico
- Premio FEROZ Zinemaldiaː Quién te cantará de Carlos Vermut
- Premio al mejor guion vascoː Un día más con vida de Raúl De la Fuente y Damian Nenow
- Premio Lurra - Greenpeaceː Dantsa de Telmo Esnal
- Premio Signis: Entre dos aguas de Isaki Lacuesta

Mención especial : Alpha, The Right To Kill de Brillante Mendoza
- Premio a la Solidaridadː Baby de Liu Jie
- Premio Sebastianeː Girl de Lukas Dhont